# Sedimentologie

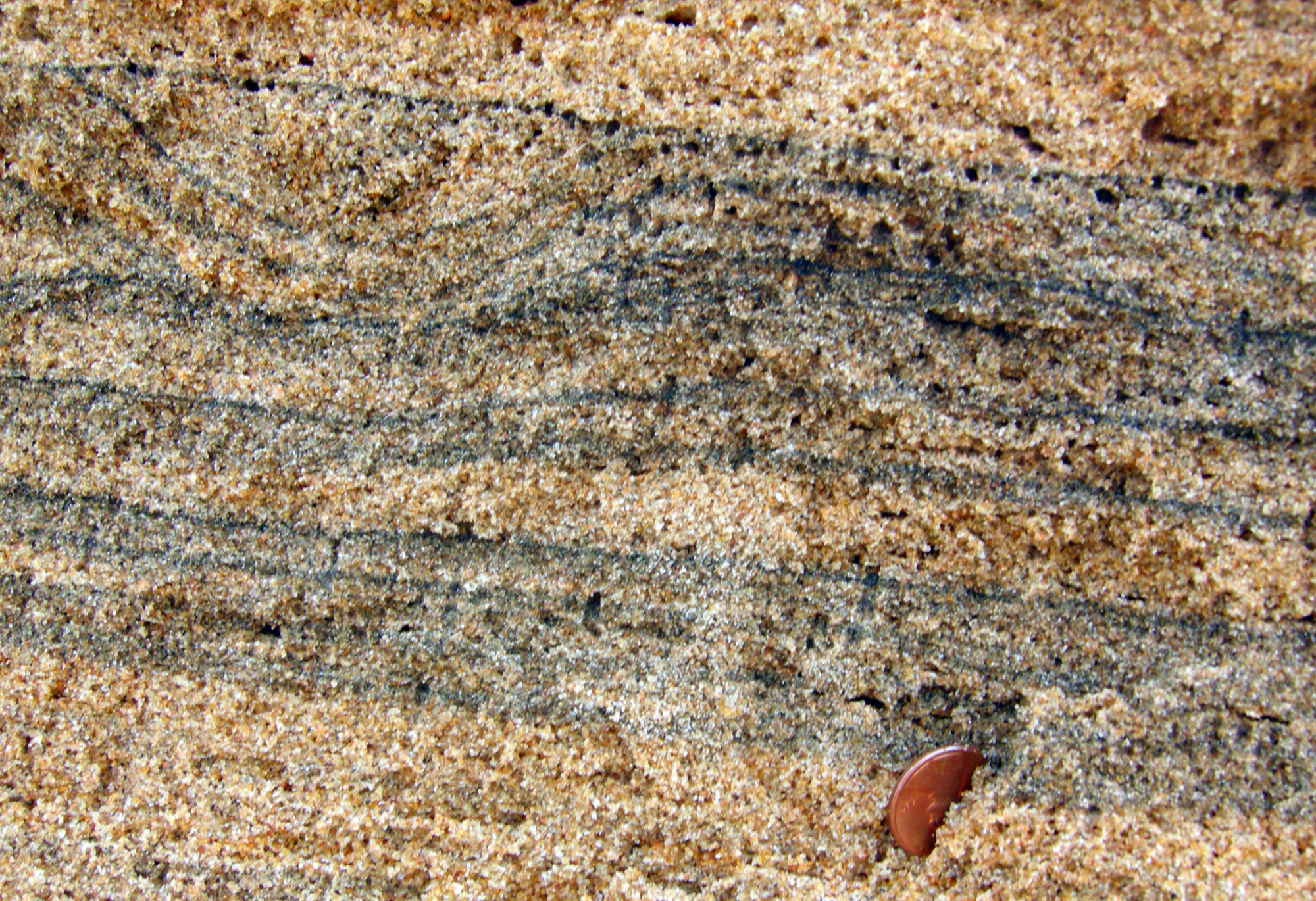

Sedimentologia este un domeniu științific din cadrul științelor Pământului, care are ca obiect de studiu descrierea și interpretarea sedimentelor din punct de vedere al modului de formare, precum și a rocilor sedimentare. Aceasta înseamnă că pe baza caracteristicilor sedimentare ale rocilor, se poate reconstitui modul lor de formare și evoluția ulterior sedimentării și îngropării, până în prezent.
Din punct de vedere arheologic, depunerile pot fi considerate ca fiind alcătuite dintr-o matrice de sediment în care sunt integrați diverși constituenți de origine antropică, produși prin diverse activități umane. Un rol important este atribuit studiului sedimentelor de origine naturală, în scopul reconstituirii paleogeografiei din timpul locuirii eneolitice, precum și evoluției ulterioare a zonei.
Din sedimentologie s-au desprins concepte noi care au devenit discipline noi, ca de exemplu:
- Sistemele depoziționale
- Stratigrafia secvențială.